# Brooklyn Joseph Beckham
Brooklyn Joseph Peltz-Beckham, né le 4 mars 1999, est un mannequin, photographe et chef cuisinier. Il est le fils aîné de l'ancien footballeur anglais David Beckham et de la chanteuse anglaise devenue créatrice de mode Victoria Beckham.

## Jeunesse
Brooklyn Beckham est né au Portland Hospital de Londres. Selon certaines personnes, il aurait été nommé Brooklyn parce qu'il aurait été conçu là-bas. Cependant sa mère explique dans son autobiographie, Learning to Fly, elle et son mari auraient simplement aimé le nom. Sa mère a rappelé que ce n'est qu'après avoir choisi le nom qu'ils « ont réalisé à quel point c'était approprié car c'est à New York qu'elle a découvert qu'elle était enceinte ».
Brooklyn Beckham a passé son enfance à Madrid et à Los Angeles, tandis que son père a joué pour le Real Madrid et le Galaxy de Los Angeles. Il a trois frères et sœurs plus jeunes que lui : Romeo James, Cruz David et Harper Seven. En décembre 2004, Brooklyn et Romeo ont été baptisés ensemble dans une chapelle privée sur le terrain du manoir du Hertfordshire appartenant à leurs parents,. Ses parrains et marraine sont Elton John, David Furnish et Elizabeth Hurley.
À 15 ans, Brooklyn Beckham travaille le week-end dans un café dans l'ouest de Londres. Brooklyn Beckham joue à l'Arsenal FC Academy, mais il en part en 2015, après n'avoir pas reçu de bourse pour y rester.

## Carrière

### Mannequin
Brooklyn Beckham a commencé le mannequinat en 2014 et est apparu dans des articles et sur des couvertures pour Vogue China, Miss Vogue, Interview, L'Uomo Vogue, The New York Times Style Magazine ou Dazed Korea. Il a été photographié par Bruce Weber, Terry Richardson, Daniel Jackson ou Alasdair McLellan.
Brooklyn Beckham a été ambassadeur de la marque Huawei et de ses smartphones Honor 8 aux côtés de Scarlett Johansson, Karlie Kloss et Henry Cavill. En 2018, Beckham a publié deux photos de touristes chinois en Italie sur Instagram avec en légende No place like Italy innit (« Aucun endroit comme l'Italie, n'est-ce pas » ou « Aucun endroit ressemblant à l'Italie là-dedans »), incitant de nombreux Asiatiques et Chinois sur les plateformes de médias sociaux, comme Twitter, Instagram et Weibo, à l'accuser de racisme anti-asiatique.

### Photographie
En 2017, Brooklyn Beckham a annoncé qu'il poursuivrait un diplôme de photographie à la Parsons School of Design de la New School de New York. Après moins d'un an aux États-Unis, le premier livre de photographie de Brooklyn Beckham, intitulé What I See, est publié en juin 2017. Les critiques ont été plutôt négatives. Une poignée de photographies divulguées ont fait l'objet de moqueries sur Twitter, les utilisateurs se moquant des « terribles photos et des légendes encore pires ». Cependant, Random House, l'éditeur de Brooklyn Beckham, a défendu le livre comme reflétant les intérêts de ses fans adolescents.

### Cuisine
En 2021, il a été révélé que Brooklyn Beckham s'essayait à devenir un chef professionnel. Sa série de vidéos en ligne Cookin 'With Brooklyn a suscité des critiques lorsqu'il a été révélé qu'il fallait 62 professionnels pour créer chaque épisode, pour un coût rapporté de 100 000 $ chacun. Les critiques ont également souligné que Beckham n'avait aucune expérience ou formation professionnelle réelle,,.

## Vie privée
Brooklyn Beckham a fréquenté l'actrice américaine Chloë Grace Moretz, la mannequin-chanteuse franco-tunisienne Sonia Ben Ammar, la mannequin canadienne Lexi Wood et la mannequin anglaise Hana Cross,,. Il a assisté à la Convention nationale démocrate de 2016 avec Moretz en soutien à Hillary Clinton. Après avoir rompu et réconcilié plusieurs fois, Moretz a confirmé qu'elle et Beckham avaient rompu définitivement en 2018.
Après avoir confirmé leur relation sur Instagram en janvier 2020, Brooklyn Beckham a annoncé ses fiançailles avec l'actrice américaine Nicola Peltz le 11 juillet 2020,. Le couple s'est marié le 9 avril 2022 à Palm Beach (Floride) lors d'une cérémonie juive,. Après leur union, Brooklyn Beckham fait le choix de prendre le nom de son épouse, et le place notamment avant le sien. Le couple de jeunes mariés répond donc désormais au titre "Mr. & Mrs. Peltz Beckham", ce qu'ils ont confirmé sur Instagram. Ils ont signé un accord prénuptial stipulant qu'ils conserveront leurs propres biens et propriétés s'ils divorcent.
Brooklyn Beckham et Peltz sont tous deux d'origine partiellement juive par leurs pères,,,. Il a un tatouage hébreu d'une phrase de l'Ancien Testament sur son bras gauche : « Je suis à mon bien-aimé et mon bien-aimé est à moi. »,